# Неринґово
Неринґово (пол. Neryngowo, нім. Nehringswalde) — село в Польщі, у гміні Вжесня Вжесінського повіту Великопольського воєводства.
Населення — 97 осіб (2011).
У 1975-1998 роках село належало до Познанського воєводства.

## Демографія
Демографічна структура станом на 31 березня 2011 року:
|          | Загалом | Допрацездатний вік | Працездатний вік | Постпрацездатний вік |
| -------- | ------- | ------------------ | ---------------- | -------------------- |
| Чоловіки | 47      | 7                  | 34               | 6                    |
| Жінки    | 50      | 14                 | 26               | 10                   |
| Разом    | 97      | 21                 | 60               | 16                   |